# Sam C. Barrett

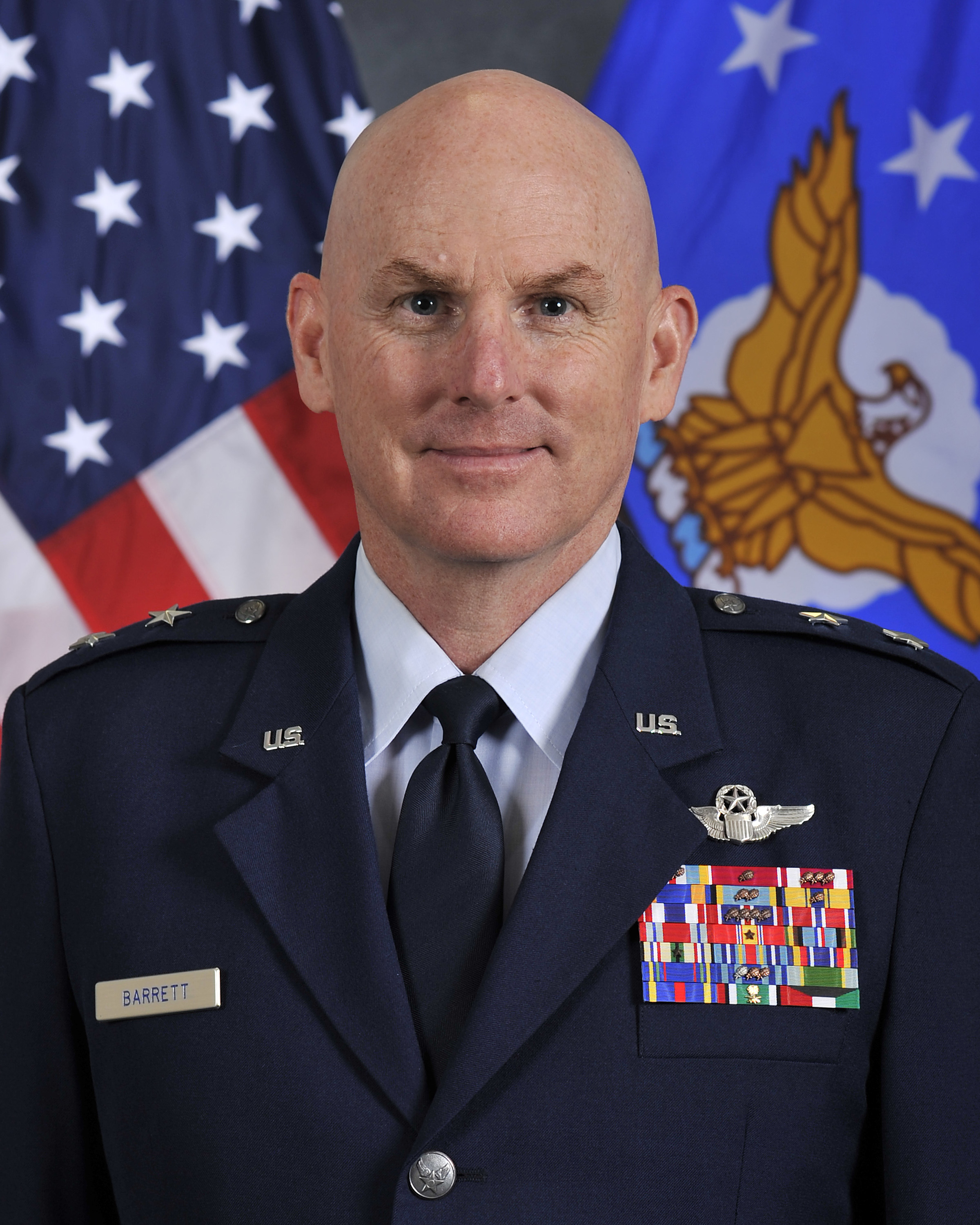
Sam C. Barrett (2017)

Sam C. Barrett (* um 1966) ist ein pensionierter Generalleutnant der United States Air Force. Er war unter anderem Kommandeur der 18. Luftflotte.
Im Jahr 1988 absolvierte er die United States Air Force Academy in Colorado Springs. Nach seiner Graduation wurde er als Leutnant in das Offizierskorps der Air Force aufgenommen. In der Folge durchlief er alle Offiziersgrade vom Leutnant bis zum Drei-Sterne-General.
Im Lauf seiner militärischen Karriere absolvierte er verschiedene Kurse und Schulungen. Dazu gehörten unter anderem eine Ausbildung zum Kampfpiloten und weitere Fortbildungskurse als Pilot neuer Flugzeugtypen; die Squadron Officer School auf der Maxwell Air Force Base in Alabama; die Embry-Riddle Aeronautical University; das Air Command and Staff College; das Air War College (über einen Fernkurs); das Naval War College in Newport in Rhode Island; das Alan L. Freed Associates Enterprise Perspective Seminar in Washington, D.C.; der Joint Flag Officer Warfighting Course und der Joint Force Air Component Commander Course, beide auf der Maxwell AFB. Außerdem erhielt er akademische Grade von der University of Virginia und der Harvard Kennedy School.
In seinen frühen Jahren als Offizier der Luftwaffe war er an verschiedenen Stützpunkten in den Vereinigten Staaten stationiert. Dabei war er als Pilot, Flugausbilder oder Stabsoffizier bei unterschiedlichen Einheiten tätig. Dazwischen absolvierte er die erwähnten Schulungen. Zwischen Mai 2004 und März 2006 kommandierte er als Oberstleutnant auf der McConnell Air Force Base in Kansas die 350. Luftbetankungsschwadron (350th Air Refueling Squadron), bei der er bereits seit Juni 2003 als Stabsoffizier tätig war. Auch nach dem Ende seiner Zeit als Kommandeur dieser Schwadron verblieb Barrett auf der McConnell AFB. Zwischen März und Juni 2006 war er dort stellvertretender Kommandeur der 22nd Operation Group.
Daran schloss sich bis zum Juni 2007 sein Studium am Naval War College an. Es folgte eine Versetzung zur Peterson Air Force Base in Colorado. Dort diente er bis zum Juni 2009 als Verbindungsoffizier des United States Transportation Commands zum North American Aerospace Defense Command (NORAD) und zum United States Northern Command. Sein nächster Auftrag führte Sam Barrett nach Hawaii. Auf der dortigen Hickham Air Force Base war er zwischen Juli 2009 und Mai 2010 stellvertretender Kommandeur des 15. Transportgeschwaders. Anschließend kommandierte er bis zum Juli 2012 diese Einheit. In der Folge wurde er zur Scott Air Force Base nach Illinois versetzt, wo er bis zum Januar 2014 in der Stabsabteilung für Operationen des Air Mobility Commands tätig war.
Seine nächste Mission führte ihn nach Kuwait zum amerikanischen Militärstützpunkt Camp Arifjan. Zwischen Januar 2014 und Januar 2015 war Sam Barrett dort Stabsoffizier beim U.S. Central Command Deployment and Distribution Operations Center. Es folgte eine Versetzung zur Naval Station Norfolk in Virginia. Dort kommandierte Barrett zwischen Februar 2015 und Juli 2017 das Joint Enabling Capabilities Command, das dem United States Transportation Command untersteht. Daran schloss sich eine Rückkehr zur Scott AFB in Illinois an. Bis zum Juli 2018 leitete er dort die Unterabteilung für Abschreckung und nukleare Integration beim Air Mobility Command (AMC). Im Juli 2018 übernahm er ebenfalls auf der Scott AFB als Nachfolger von Giovanni K. Tuck das Kommando über die 18. Luftflotte. Dieses Amt bekleidete er bis zum Juli 2020, als er von Kenneth T. Bibb abgelöst wurde. Es folgte eine Versetzung zum Stab der Joint Chiefs of Staff. Ab August 2020 leitete er dort deren Stabsabteilung für Logistik (J4). Dieses Amt behielt er bis zu seiner Pensionierung im Jahr 2022.
Während seiner aktiven Zeit als Militärpilot absolvierte er über 4400 Flugstunden auf verschiedenen Flugzeugtypen.
Nach seiner Pensionierung wurde Sam Barrett im Bereich Logistics and Interdisciplinary Integration beim Institute for Future Conflicts tätig.

## Daten der Beförderungen
| Abzeichen | Rang               | Jahr              |
| --------- | ------------------ | ----------------- |
|           | Second Lieutenant  | 1. Juni 1988      |
|           | First Lieutenant   | 1. Juni 1990      |
|           | Captain            | 1. Juni 1992      |
|           | Major              | 1. Oktober 1999   |
|           | Lieutenant Colonel | 1. März 2003      |
|           | Colonel            | 1. September 2007 |
|           | Brigadier General  | 2. November 2013  |
|           | Major General      | 2. September 2017 |
|           | Lieutenant General | 4. September 2020 |

## Orden und Auszeichnungen
Sam Barrett erhielt im Lauf seiner militärischen Laufbahn unter anderem folgende Auszeichnungen:
- Defense Distinguished Service Medal
- Air Force Distinguished Service Medal
- Defense Superior Service Medal
- Legion of Merit
- Meritorious Service Medal
- Air Medal
- Aerial Achievement Medal
- Air Force Commendation Medal
- Meritorious Unit Award
- Air Force Outstanding Unit Award
- Air Force Organizational Excellence Award
- Combat Readiness Medal
- National Defense Service Medal
- Armed Forces Expeditionary Medal
- Southwest Asia Service Medal
- Global War on Terrorism Expeditionary Medal
- Global War on Terrorism Service Medal
- Nuclear Deterrence Operations Service Medal
- Kuwaiti Liberation Medal (Saudi-Arabien)
- Kuwaiti Liberation Medal (Kuwait)